# Gdzie mieszka czas
Gdzie mieszka czas – trzeci album zespołu Bank wydany w 2001 roku nakładem wydawnictwa Selles / Stowarzyszenie Niezależna Fonografia Polska.

## Lista utworów
Źródło:.
Strona A
1. „To wielki dom” (muz. M. Bielawski, R. Eissing, M. Gral, P. Iskrowicz, R. Iskrowicz, P. Niemiec; sł. Krystyna Iskrowicz) – 3:02
2. „Dotknięcia” (muz. M. Bielawski, R. Eissing, M. Gral, P. Iskrowicz, R. Iskrowicz, P. Niemiec; sł. Magdalena Wojtaszewska-Zajfert) – 4:05
3. „Ty ciągle tańczysz” (muz. M. Bielawski, R. Eissing, M. Gral, P. Iskrowicz, R. Iskrowicz, P. Niemiec; sł. Krystyna Iskrowicz) – 4:28
4. „Zamknięte światy” (muz. M. Bielawski, R. Eissing, M. Gral, P. Iskrowicz, R. Iskrowicz, P. Niemiec; sł. Magdalena Wojtaszewska-Zajfert) – 4:16
5. „Weź swój los” (muz. M. Bielawski, R. Eissing, M. Gral, P. Iskrowicz, R. Iskrowicz, P. Niemiec; sł. Krystyna Iskrowicz) – 5:16
6. „Czego chcemy” (muz. M. Bielawski, R. Eissing, M. Gral, P. Iskrowicz, R. Iskrowicz, P. Niemiec; sł. Magdalena Wojtaszewska-Zajfert) – 3:11
7. „Kiedyś marzyłem” (muz. M. Bielawski, R. Eissing, M. Gral, P. Iskrowicz, R. Iskrowicz, P. Niemiec; sł. Magdalena Wojtaszewska-Zajfert) – 3:36
8. „Dziś ty i ja” (muz. M. Bielawski, R. Eissing, M. Gral, P. Iskrowicz, R. Iskrowicz, P. Niemiec; sł. Krystyna Iskrowicz) – 4:28
9. „Życie to nie boisko” (muz. M. Bielawski, R. Eissing, M. Gral, P. Iskrowicz, R. Iskrowicz, P. Niemiec; sł. Krystyna Iskrowicz) – 3:07
10. „Gdzie mieszka czas” (muz. M. Bielawski, R. Eissing, M. Gral, P. Iskrowicz, R. Iskrowicz, P. Niemiec; sł. Krystyna Iskrowicz) – 5:05

## Twórcy
Źródło:.
- Mirosław Bielawski – śpiew
- Rainer Eissing – instrumenty klawiszowe
- Mirosław Gral – gitara
- Piotr Iskrowicz – gitara
- Roman Iskrowicz – gitara basowa
- Przemysław Niemiec – perkusja